# Craniofaringioma
Il craniofaringioma è un tumore benigno a lenta progressione, derivante dalla degenerazione tumorale dei residui della tasca di Rathke. Questa è un'estroflessione ectodermica del tetto dell'orofaringe che migra nel SNC per costituire la porzione ghiandolare dell'ipofisi.
È una neoplasia relativamente rara del sistema nervoso centrale, più frequente nei giovani: annualmente si identificano 0,5-2 nuovi casi per milione di persone.
Il quadro clinico è caratterizzato da offuscamento della vista, mal di testa, disturbi ormonali come ritardo della crescita e della pubertà, ipotiroidismo, fino al panipopituitarismo con iperprolattinemia, e disturbi dei nervi cranici. Possono anche presentarsi stati psicotici. Il trattamento di prima scelta è l'intervento chirurgico. La prognosi è ampiamente determinata dalla dimensione e dalla posizione del tumore, così come dalla qualità delle cure. La mortalità operatoria è stata stimata del 10,5% e il tasso di sopravvivenza a 5 anni è tra il 55% e l'85%.

## Storia

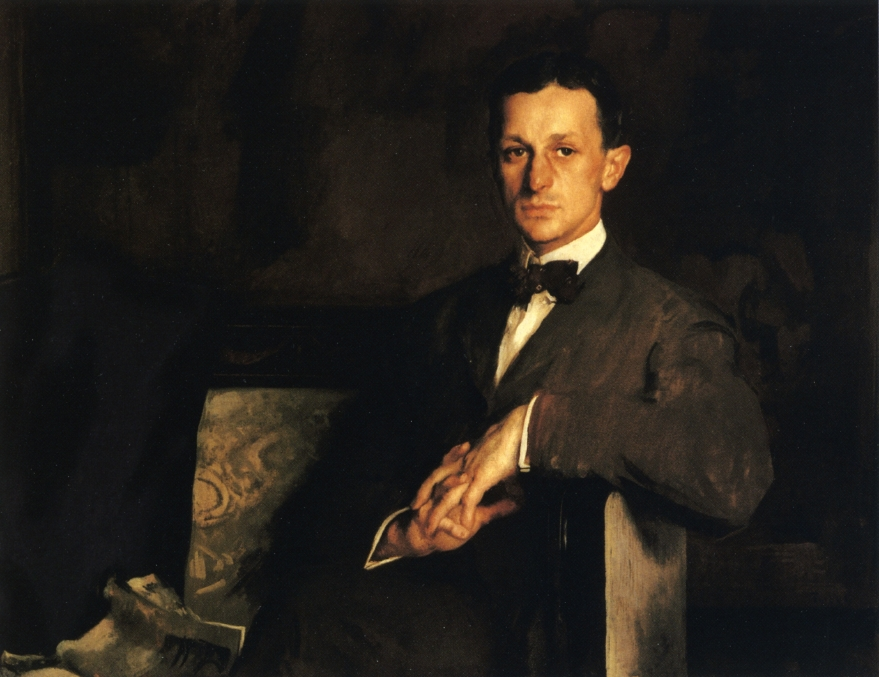
Harvey Cushing, il fondatore della neurochirurgia che ha coniato il termine "craniofaringioma".

La prima descrizione del craniofaringioma è datata 1857, quanto il patologo tedesco Friedrich Zenker pubblicò un articolo su una neoplasia intracerebrale che conteneva cristalli di colesterolo. Nel 1892 il neurologo russo James Onanov trovò caratteristiche istologiche comuni tra il craniofaringioma e i tumori della mascella suggerendo il nome di "ameloblastoma pituitario". Nel 1899 i patologi inglesi Mott e Barrett studiarono diversi tumori epiteliali della sella turcica; essi conclusero che questo tipo di tumore cresce o da cellule della tasca di Rathke oppure dall'ipofisi. I famosi neurologi Joseph Babinski e Alfred Fröhlich lo descrissero come un tumore soprasellare senza acromegalia. La prima operazione chirurgica per rimuovere un craniofaringioma è stata fatta nel 1909 da William Halstead.

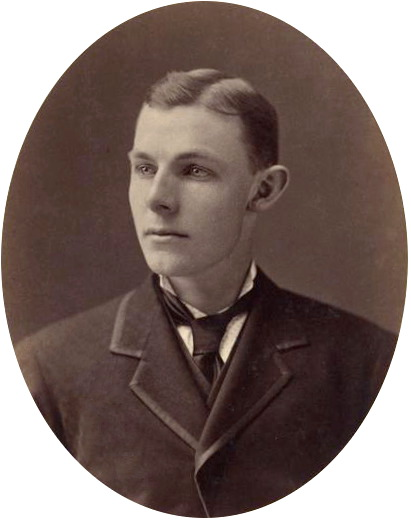
William Halstead, il primo chirurgo che rimosse un craniofaringioma.

Nel 1924 questo tipo di neoplasia è stata chiamata tumore della tasca di Rathke. Il fondatore della neurochirurgia, lo statunitense Harvey Cushing, suggerì il termine di "craniofaringioma", il quale fu poi adottato a livello mondiale. I primi tentativi di eliminare tale patologia sono stati accompagnati da un alto tasso di mortalità (40%) e una bassa percentuale di rimozione totale (15%). A questo proposito, nel 1960, la scelta primaria era la puntura del craniofaringioma, al fine di ridurne il volume, seguita dalla radioterapia, piuttosto che i tentativi di resezione chirurgica radicale. A seguito dei progressi tecnologici della fine del XX secolo, tale procedura è stata rivista a favore dell'intervento chirurgico radicale, eventualmente seguito da radioterapia.

## Epidemiologia
Il craniofaringioma rappresenta l'1-4% di tutti i tumori intracranici primari. Nei bambini è più frequente, incidendo per un valore che varia dal 5% al 10% dei tumori cerebrali. Esistono due picchi di incidenza: dai 6 ai 16 anni e dai 50 ai 70 anni.
La maggior parte dei casi si verifica in Cina (fino al 6,5% dei tumori intracranici primari), mentre l'Australia è il paese con meno casi (1,5%).
Uno studio effettuato negli Stati Uniti ha evidenziato che il tasso di nuovi casi è di 0,13 su 100 000 abitanti. Altri studi hanno determinato che per ogni milione di persone ogni anno vengono diagnosticati 0,5-2,0 nuovi casi di questi tumori.

## Classificazione

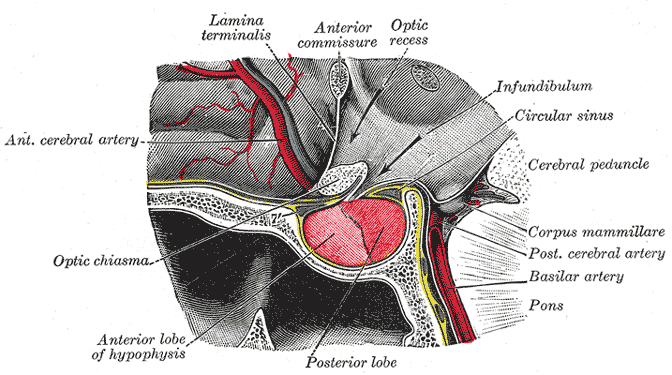
Lo schema dell'ipofisi, con le strutture circostanti.

Sulla base dell'esperienza di trattamento di 437 pazienti, i medici dell'Università di Sichuan hanno proposto una classificazione del craniofaringioma.
- Tipo I - situato davanti al peduncolo ipofisario
  - sottotipo A - situato sotto il diaframma della sella
  - sottotipo B - situato sopra il diaframma della sella davanti al chiasma ottico
  - sottotipo C - situato sopra il diaframma della sella tra chiasma ottico e peduncolo ipofisario
- Tipo II - situato sopra il peduncolo ipofisario (di solito comprime la cavità del III ventricolo)
- Tipo III - situato dietro al peduncolo ipofisario
  - sottotipo A - situato sotto il diaframma della sella
  - sottotipo B - situato sopra il diaframma della sella. Raggiunge il terzo anteriore del ponte
  - sottotipo C - situato sopra il diaframma della sella. Raggiunge l'angolo ponto-cerebellare
- Tipo IV - situato vicino al peduncolo ipofisario (di solito nei gangli della base)
- Tipo V - craniofaringioma ectopico (nel III o IV ventricolo o nei seni paranasali)

La classificazione ha un valore pratico diretto: a seconda del tipo e del sottotipo di craniofaringioma può essere consigliato un approccio chirurgico particolare.

## Anatomia patologica

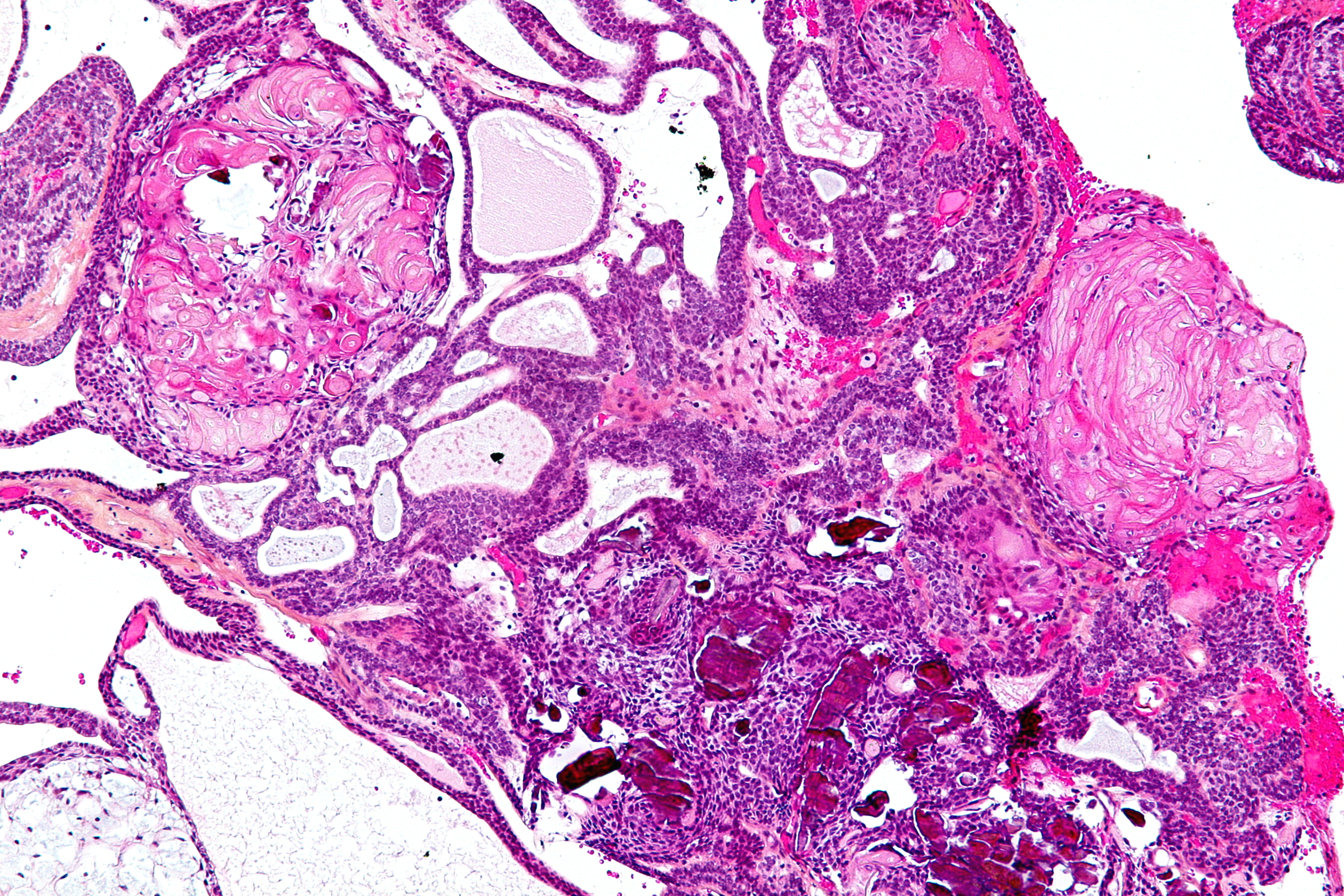
Immagine microscopica del craniofaringioma

Si possono distinguere due strutture principali all'interno di un craniofaringioma: una costituita da tessuto denso e una di natura cistica. Il diametro della massa tumorale varia dai 2 cm ai 5 cm, raramente supera questi valori. La crescita è lenta ed espansiva. La porzione cistica contiene generalmente dai 10 ml ai 50 ml (raramente arriva fino a 200 ml) di liquido di colore giallo o ambrato o color caffè. Possiede una capsula densa, abbastanza saldamente collegata con il tessuto cerebrale circostante, con le membrane e con i vasi. La vascolarizzazione del tumore avviene tramite i rami del circolo arterioso cerebrale.
La struttura di un craniofaringioma può evolvere nel tempo in modo piuttosto significativo. Sugli strati compatti necrotici nascono delle formazioni cistiche che contengono un alto contenuto proteico, cristalli di colesterolo e acidi grassi. Sulla superficie interna della capsula si depositano dei sali. Istologicamente il craniofaringioma è costituito da cellule epiteliali con diverso grado di differenziazione. In alcuni casi i gruppi cellulari possono assomigliare all'ameloblastoma. Nel craniofaringioma si possono osservare alterazioni degenerative di vari gradi di gravità come cisti, calcificazioni o ossificazione dello stroma. La capsula è costituita da tessuto connettivo e gliale.

## Segni e sintomi
I primi sintomi del craniofaringioma sono disturbi visivi e mal di testa, entrambi causati dalla pressione della massa tumorale sui nervi ottici e sul chiasma ottico e dall'aumento della pressione intracranica. L'ipertensione endocranica si verifica a causa della variazione del deflusso di liquor spremuto dal tumore nel III ventricolo. A seconda della posizione del tumore rispetto al chiasma, vale a dire inferiore o superiore o laterale, vi sono vari possibili disturbi visivi. Molto spesso la malattia esordisce con emianopsia al quadrante inferiore o superiore. Significativamente meno frequente è la cecità a un occhio a causa della completa distruzione di una delle vie ottiche. Si accompagna anche ad arresto della crescita.
Tra i possibili sintomi c'è anche la sindrome adiposogenitale, soprattutto negli adolescenti. La sindrome di Fröhlich è meno comune. Il suo sviluppo è associata a danni alla materia grigia. Si ha perdita di peso, ciclo mestruale irregolare, iposviluppo dei caratteri sessuali secondari, infantilismo, significativo ritardo di crescita.
Spesso si manifesta diabete insipido. La quantità giornaliera di urina può raggiungere 10 litri o più. La condizione può essere di natura transitoria e talvolta manifestarsi prima della malattia.
Quando la localizzazione del craniofaringioma è in zona soprasellare, soprattutto quando vi è germinazione nel III ventricolo, si hanno spesso disturbi del sonno. Inoltre, sempre nel craniofaringioma soprasellare, si è anche notato stordimento dovuto a ipertensione endocranica. Vi possono essere anche stati psicotici: confusione, agitazione motoria, segni di schizofrenia - come momenti di eccitazione maniacale alternati a stato catatonico.
Il craniofaringioma spesso influisce sui nervi cranici. Con la crescita del tumore in direzione del lobo frontale si possono osservare disturbi dell'olfatto; quando invece cresce in direzione parasellare, disfunzione del nervo oculomotore, raramente paresi unilaterale o bilaterale del nervo abducente, nevralgia del primo e del secondo ramo del nervo trigemino. In questo modo, osservando gli eventuali deficit dei nervi cranici, si può avere un'indicazione sulla direzione di crescita della massa neoplastica.
Disturbi del movimento sono rari. Essi possono essere osservati nel caso che vi sia una crescita del tumore nello spazio interpeduncolare posteriore. In un quarto dei casi il paziente può manifestare episodi convulsivi.

## Diagnosi
La diagnosi del craniofaringioma si basa sull'uso di tecniche di imaging medicale. La patologia può essere sospettata anche in una radiografia del cranio, la diagnosi deve essere poi confermata tramite tomografia computerizzata o risonanza magnetica.

### Radiografia
L'indagine radiografica nella diagnosi di craniofaringioma è, al 2013, ormai obsoleta. In alcuni casi, l'identificazione di segni di tale patologia tramite radiografia del cranio avviene casualmente. Se ciò avviene, i pazienti devono essere indirizzati verso tecniche diagnostiche più avanzate come la TC e l'RMN.
La radiografia permette di apprezzare la calcificazione che si viene a formare nella zona del tumore, l'atrofia dovuta a pressione sulla formazione dell'osso adiacente e le caratteristiche tipiche della ipertensione endocranica.
Il craniofaringioma comporta la formazione di calcificazioni che appaiono sulla periferia della capsula cistica o nel tumore stesso. Esse vengono proiettate, nel radiogramma, sopra il diaframma della sella o, un evento estremamente raro, sotto di esso. La posizione delle calcificazioni nel tumore e la possibile atrofia della formazione ossea sono indirettamente indicative della direzione di crescita preferenziale della massa tumorale.

### Tomografia computerizzata
La tomografia computerizzata del cervello è in grado di rilevare la parte più densa e la parte cistica di un craniofaringioma. Le calcificazioni sono visibili nel 95% dei bambini e in circa il 50% degli adulti. La componente cistica ha una densità un po' più alta del liquor. Con l'iniezione del mezzo di contrasto, in metà dei casi, la porzione del tumore aumenta di circa 10,8 unità Hounsfield.

### Risonanza magnetica

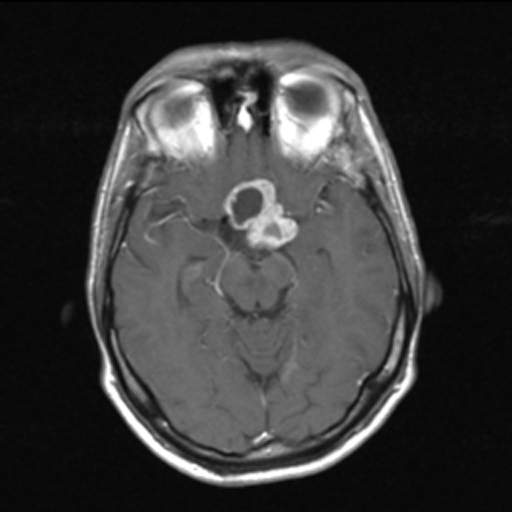
Risonanza magnetica del cervello. Si possono notare le componenti cistiche e solide del craniofaringioma.

L'imaging a risonanza magnetica (RM) permette di determinare le dimensioni esatte del craniofaringioma, il rapporto tra la parte nodulare e cistica, la sua dimensione e la sua posizione. L'RM fornisce inoltre informazioni sullo stato del sistema ventricolare, la presenza o assenza di idrocefalo e il rapporto tra il tumore e la base del III ventricolo cerebrale.
Il segnale rilasciato da questa neoplasia è variabile. Nella maggior parte dei casi, la componente cistica risulta ipointensa in T1 e iperintensa in T2. Nel caso che vi sia la presenza di elevate concentrazioni di prodotti di degradazione delle proteine, il segnale del liquido cistico può variare sostanzialmente. Questa è una caratteristica altamente specifica per il craniofaringioma.
Nella maggior parte dei casi, la porzione solida del craniofaringioma si differenzia dalla sostanza cerebrale per l'intensità del segnale. Con la somministrazione del mezzo di contrasto tale intensità aumenta.

## Trattamento
Principalmente il trattamento del craniofaringioma è chirurgico. Il suo obiettivo è la rimozione totale del tumore. In alcuni casi questo non è possibile. Nel periodo postoperatorio, in caso di recidiva, viene giustificato il ricorso alla radioterapia e alla radiochirurgia.

### Trattamento chirurgico
Il trattamento del craniofaringioma è principalmente chirurgico. Il tipo di accesso dipende dal tipo e dal sottotipo di tumore.
| Tipo di craniofaringioma | Tipo di approccio chirurgico                             |
| ------------------------ | -------------------------------------------------------- |
| Tipo I, sottotipo A      | Transsfenoidale                                          |
| Tipo I, sottotipo B      | Subfrontale                                              |
| Tipo I, sottotipo C      | Pterionale, transfenoidale, transcalloso                 |
| Тipo II                  | Pterionale, transsfenoidale, transcalloso, translaminale |
| Тipo III sottotipo A     | Transfenoidale                                           |
| Тipo III sottotipo В     | Pterionale, transsfenoidale, transcalloso, translaminale |
| Тipo III sottotipo С     | Combinato sopra e infratentoriale                        |
| Sottotipo IV             | Pterionale, subtemporale                                 |
| Sottotipo V              | Dipende dalla posizione e dalla dimensione del tumore    |

Dopo l'intervento, al paziente devono essere prescritti glucocorticoidi, che andranno gradualmente sospesi. Una frequente complicanza postoperatoria è la comparsa dei segni di diabete insipido.

### Radioterapia e Radiochirurgia
A partire dalla seconda metà del 2011, la radiochirurgia e la radioterapia non sono considerati come un distinto trattamento del craniofaringioma. Tuttavia, il loro utilizzo è indicato nel periodo post-operatorio e nella recidiva del tumore. I risultati sono tuttavia contraddittori. Gli effetti collaterali comprendono disturbi endocrini, neurite ottica e demenza. Nei bambini, anche se la radioterapia inibisce la crescita del tumore residuo, si può avere un effetto negativo sullo sviluppo del cervello.

## Prognosi
La prognosi è ampiamente determinata dalla dimensione e dalla posizione del tumore, così come dalla qualità delle cure. La mortalità operatoria stimata è del 10,5%, principalmente a causa del danneggiamento delle strutture ipotalamiche. Il tasso di sopravvivenza a 5 anni è tra il 55% e l'85%.
Le recidive si verificano più frequentemente entro 1 anno dall'intervento chirurgico, molto più raramente dopo 3 anni. Secondo i vari dati disponibili, il craniofaringioma presenta recidive nel 5-35% dei casi. La maggior parte di esse si verifica entro cinque anni dopo l'intervento.